# Olha Charlan
Olha Hennadijivna Charlan (ukrainska: Ольга Геннадіївна Харлан), född den 4 september 1990 i Mykolajiv, Ukrainska SSR, Sovjetunionen (nu Ukraina), är en ukrainsk fäktare som tog OS-brons i damernas sabel i samband med de olympiska fäktningstävlingarna 2012 i London. I samband med de olympiska fäktningstävlingarna fyra år tidigare i Peking tog hon OS-guld i damernas lagtävling i sabel.

## VM 2023
Under VM i fäktning 2023 blev Charlan diskvalificerad efter att ha vägrat skaka hand med sin motståndare, den ryska Anna Smirnova. Bakgrunden till Charlans agerande var Rysslands krig mot Ukraina samt att Smirnova, trors att hon tävlade under neutral flagg, inte hade fördömt Rysslands anfall. 
Charlans diskvalificering i VM 2023 innebar att hon inte heller kunde kvala in till OS 2024.